# 8340 Mumma
8340 Mumma este un asteroid din centura principală de asteroizi.

## Descriere
8340 Mumma este un asteroid din centura principală de asteroizi. A fost descoperit pe 15 octombrie 1985 la Stația Anderson Mesa de Edward L. G. Bowell. El prezintă o orbită caracterizată de o semiaxă mare de 2,97 ua, o excentricitate de 0,01 și o înclinație de 8,3° în raport cu ecliptica.